# Mi-28攻擊直升機
Mi-28，北约代号“浩劫”（Havoc）。是米爾設計局研發的縱列雙座攻擊直升機。雖然自問世以來，綜合性能受到俄軍的高度肯定，然而蘇聯解體之後的俄軍在過去的10年間缺乏足夠的採購經費，因此無法大量購買這種攻擊直升機。儘管如此，Mi-28多年來經常在國際間舉行的武器裝備展中出現，成為苏联末期和俄国的代表性武器装备之一。

## 發展沿革
1972年，米爾設計局開始著手設計Mi-28原型機，並於1976年開始研製和改進Mi-28原型機，此架攻擊直升機的設計思維大量吸收了美國的AH-64攻擊直升機，所以是一款相當先進的俄式攻擊直升機。
1982年11月10日，Mi-28首飛成功，北約代號為「浩劫」（Havoc）。它採用一前一後的縱列式駕駛艙，而且作戰特點都與西方國家的設計相同，尤其與AH-64相似，因此被西方國家戲稱為「阿帕契斯基」（"Apachesky"），但俄軍內部的綽號為"米老鼠"（Micky Mouse），這是因為其機首突出的雷達酷似米老鼠圓圓的鼻子。
1989年6月，Mi-28已完成了九成的研製工作，隨後Mi-28A首次在法國的國際航空展亮相。它顯示出阿帕契所沒有的優異機動性能，引起了軍事專家的驚嘆。蘇聯解體之後俄羅斯經濟窘困，這個Mi-28的發展首次遭受到嚴峻的考驗。
1993年，這架Mi-28A正要開始啟動生產線，米爾設計局在經濟窘困的考量下緊急地停產，轉而集中火力發展新的機型，那就是具有全天候作戰能力的Mi-28N攻擊直升機，俄方暱稱「黑夜獵手」（俄語：Ночной охотник）。這使得Mi-28系列又增加了更為強勁的新血，在各種場合的作戰能力更進一步地趨近於完善階段，不過Mi-28N的夜間作戰能力略遜於美國的AH-64E攻擊直升機。
1996年11月14日，Mi-28N原型機成功首飛。歷經滄桑了25年，終於面世。

## 搭载武器

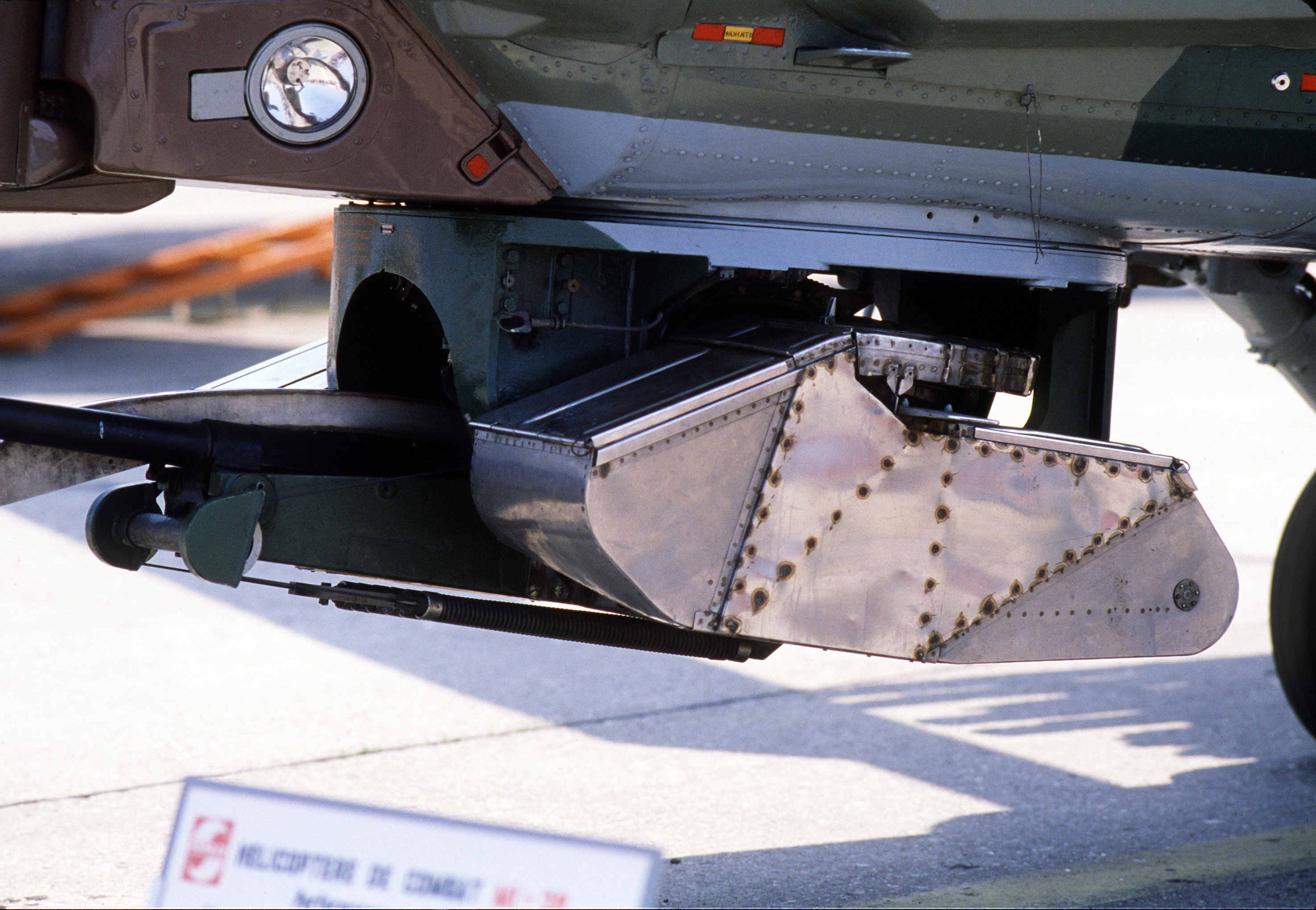
Mi-28自動機砲.

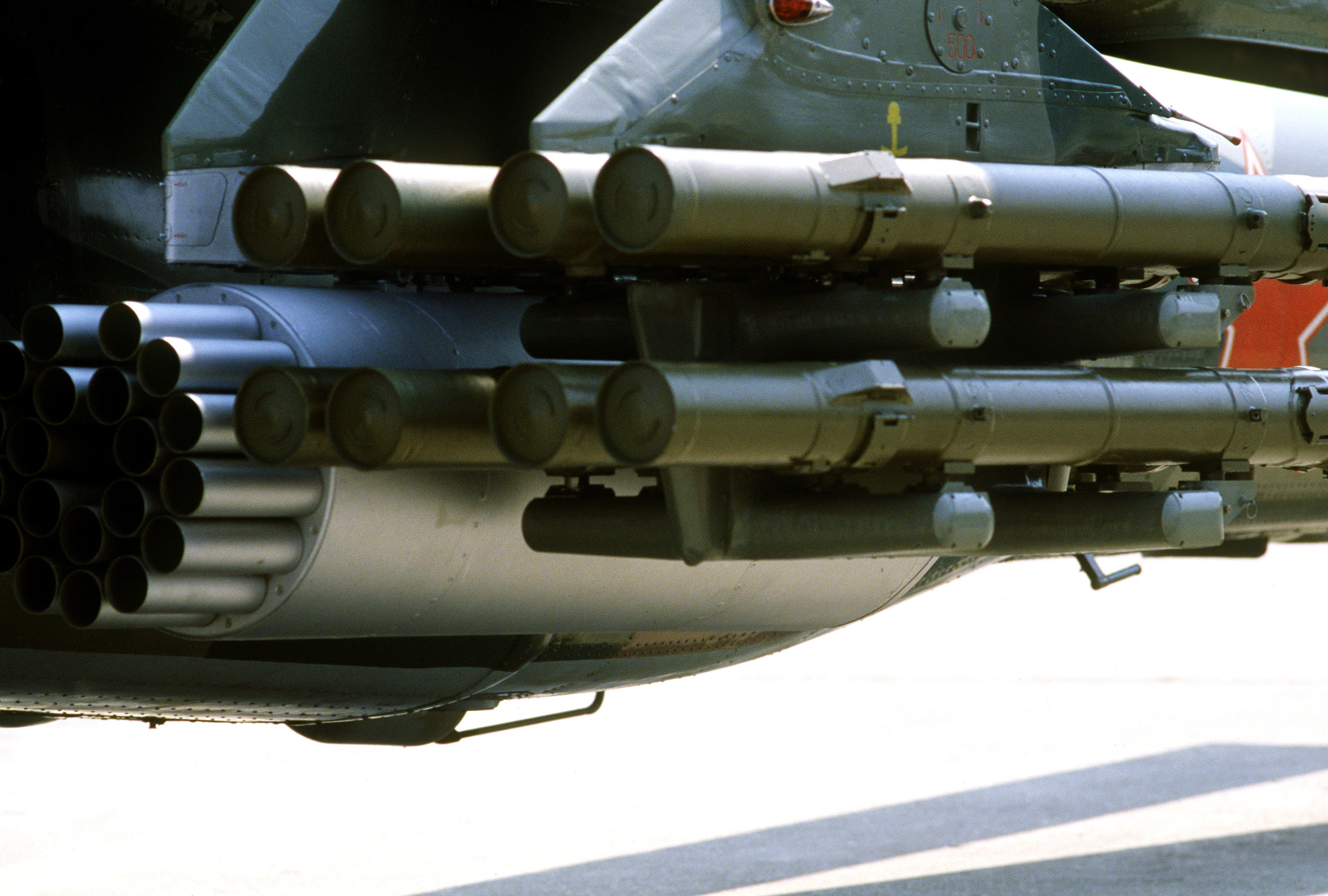
Mi-28掛載架.

機砲：最大酬載可達2.4噸，機上的固定武器是機首下方的一座希普諾夫2A42機炮，此砲性能可靠、威力強大。由於在機首下方，提供機砲左右角220度、俯角40度、仰角10度的廣角射擊。彈艙250發，對空最高射速是每分鐘900發，對地最高射速是每分鐘300發。
掛架：機身一共有4具掛載架，每個掛載架的最大酬載重量是480公斤。可掛載武器有︰空對空飛彈、反戰車飛彈、對地火箭、機砲莢艙、佈雷系統...等，以執行不同任務。在各型武器系統中，前座駕駛控制2A42機砲和各類飛彈，而后座駕駛控制各類火箭、各類炸彈、掛載機砲。

## 服役國
- 俄羅斯 - 至少102架現役。
- 委內瑞拉 - 4架現役。
- 伊拉克 - 30架，於2013-2014陸續交機。
- - 16架。[1].
- 阿尔及利亚 - 訂購42架[2][3]
- 伊朗
- 乌干达 - 3架Mi-28NE，2024年1月2日坠毁一架

## 技術規格

### Mi-28N
一般資料
- 乘員：兩名
- 長度：17.01 m
- 高度：  3.82 m
- 旋翼直徑：17.20 m
- 旋翼面積：232.4 m²
- 空重：8,100 kg
- 載重：10,400 kg
- 最大起飛重量：11,500 kg
- 發動機：兩具Klimov TV3-117VM，1,640 kW

性能
- 最高速度：325 km/h 巡航速度：260 km/h
- 航程：1,100 km
- 實用升限：  5,800 m
- 爬升率：13.6m/s
- 旋翼負荷：45 kg/m²
- 推重比：0.31 kW/kg

武器
- 固定︰一座希普諾夫2A42機炮，口徑30公釐，子彈250發
- 選掛︰反坦克飛彈（Ataka 9M120／Vikhr 9M127）、空對空飛彈（Vympel R-73）、火箭莢艙（B-8V20／B-13L1）、复合式炸弹挂架、机炮供弹荚舱

## 衍生型

### Mi-28
原型機，於1982年首飛。

### Mi-28A
反坦克直升機原型機

### Mi-28L
提供给伊拉克的外贸型号

### Mi-28N

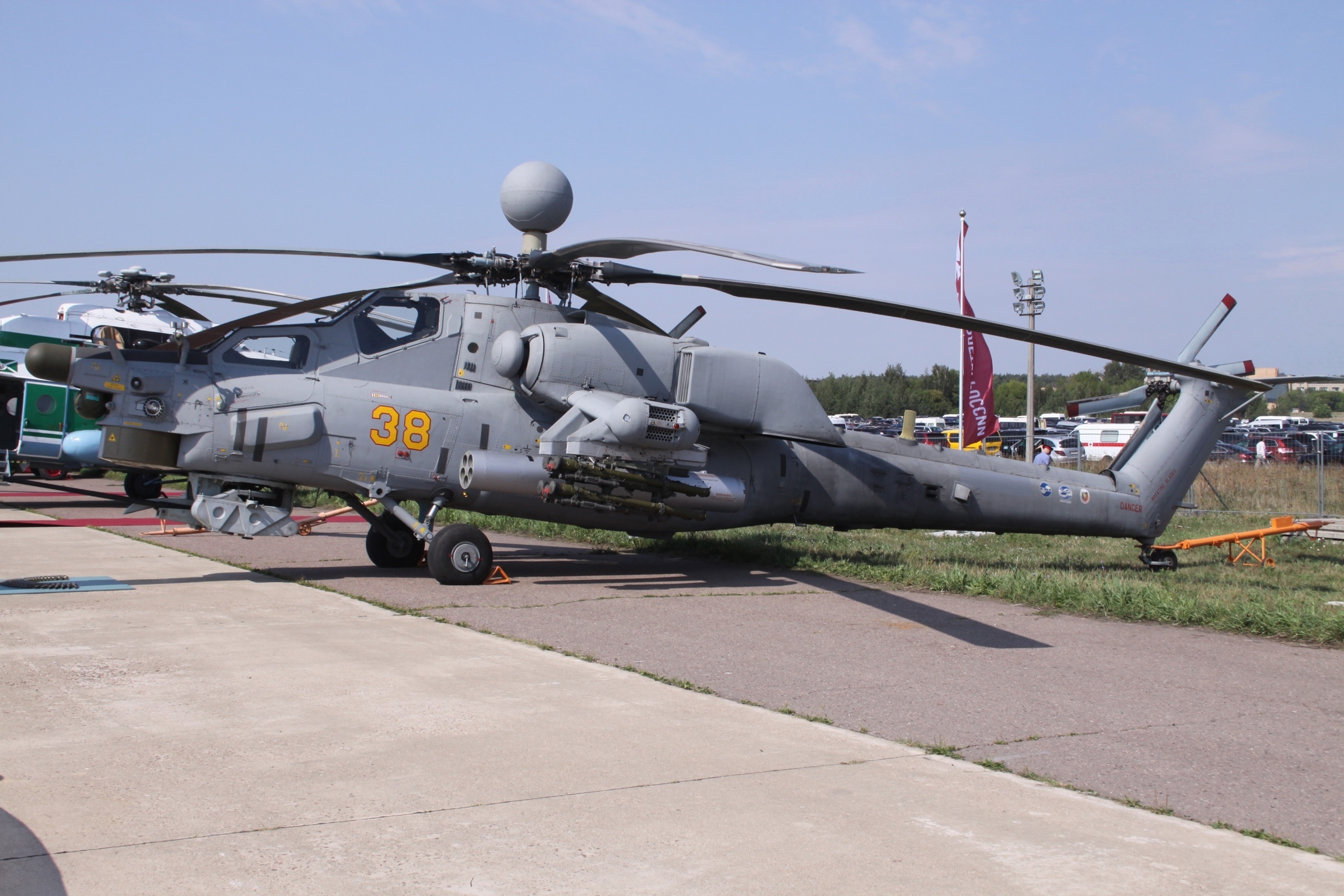
Mil Mi-28N

全天候攻击型。1996年首飞，2006年开始量产并交付俄军，2009年正式宣布服役。

### Mi-28D
簡化的日光操作版本。 與Mi-28N相似，但沒有頂部安裝的雷達和FLIR.

### Mi-28NAe
提供给朝鲜的外贸型号，但并未受到采购

### Mi-28UB
双座教练型

### 米-28NE
米-28NE是米-28N的外贸出口型。伊拉克政府军曾购买了40架该款武装直升机并率先投入实战，自2014年以来，这些武直被用于进攻被伊斯兰国占领的大城市。米-28NE还参加过摩苏尔之战。

### 米-28NM

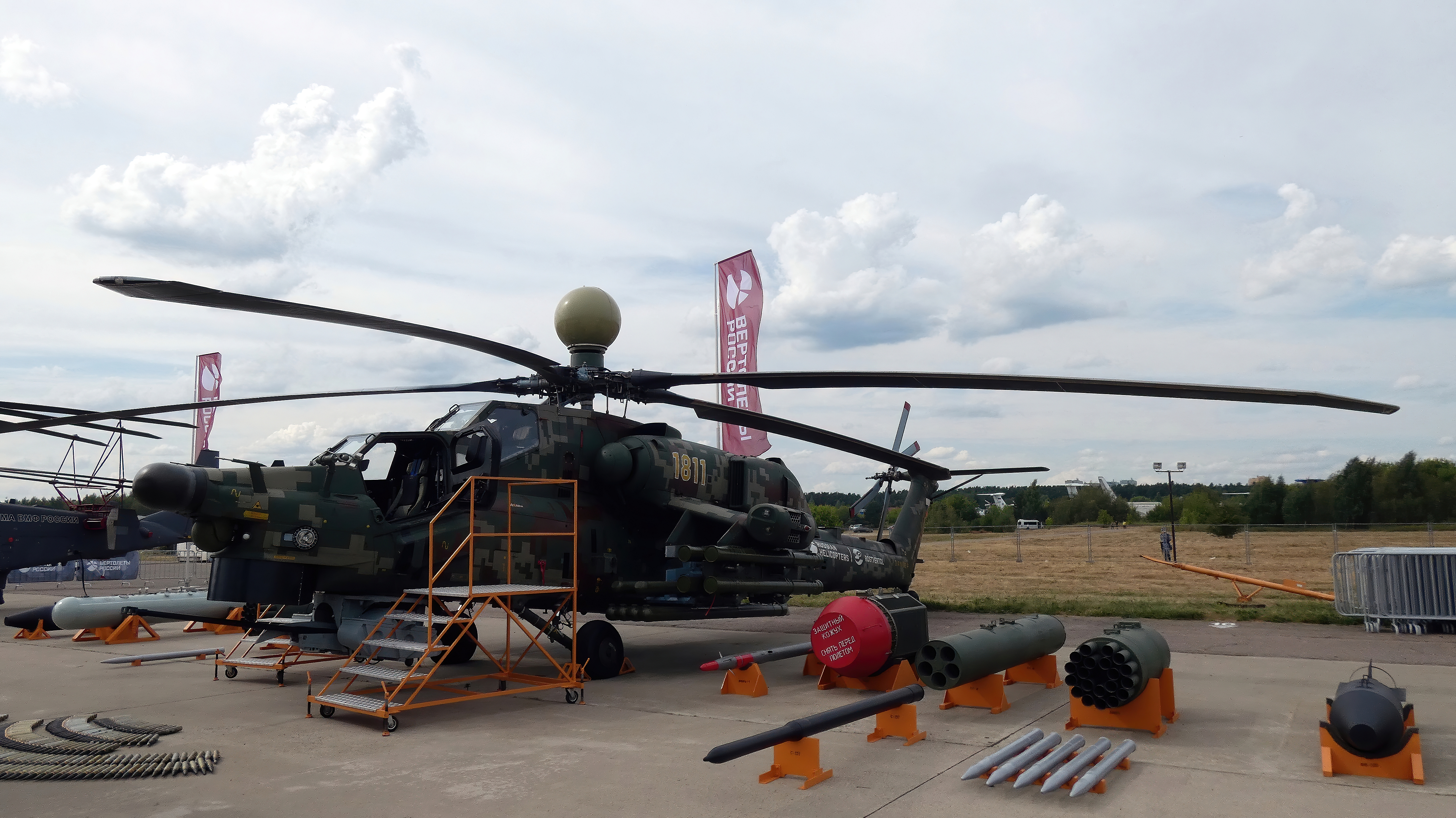
Mi-28NM 在航展上 莫斯科国际航空航天展览会

2009年开始设计的改进型。米-28NM是一架配备有更先进的武器和瞄准系统的全天候直升机，截止至2027年底，俄罗斯空天军将补充98架该型武装直升机；该款机型被认为是米-24的继任者。
米-28NM升级了航电系统，新增了机鼻的双向数据链数字化通信控制模块，搭载N025桅顶雷达，在任何天气下该款雷达都可对视距外的敌军目标进行侦查、辅助导弹攻击。该雷达还可以为米-28NM的夜间低空飞行导航，探测障碍物方面做出贡献。米-28NM还安装了VK-2500P涡轴发动机。
2022俄烏戰爭中，Mi-28NM抵达乌克兰参与实战测试，是俄军在乌克兰战场上第二种可以使用产品305导弹对乌军进行远距离打击的平台，远超普通反坦克导弹的射程和人在回路操作能力极大的提升了作战安全性和打击命中率。

### Mi-40
Mil Mi-40是Mi-28的預計實用型，最初於1983年發布，於1992年宣布，並於1993年在莫斯科航展上展出。它主要是作為“空中步兵戰斗車”類別的繼任者Mil Mi-24和Mi-8突擊直升機。計劃使用兩台1,863 kW Klimov TV3-117渦輪軸發動機，四葉片主旋翼，四葉片Delta H尾旋翼（均來自Mi-28）和可伸縮的三輪車式起落架。預期重量為11–12,000千克，估計可達到3300 m的最高高度，314 km / h的最高速度和260 km / h的巡航速度。
規格要求在白天，夜晚和惡劣的天氣下都能正常運行，並需要搭載八名士兵（實際上設計達到了七名），八名擔架或較大的外部負載。重點放在了生存能力上，著重於冗餘，紅外抑制和特殊的減震器，以提高機組的最大“安全”碰撞速度。該設計採用了23毫米旋轉式加農炮（最有可能是GSh-23L）在前半球防禦，而12.7毫米重型機槍（最可能是Yak-B）在後半部防禦。裝有燃料的機身整流罩用特殊的硬點將導彈安裝在上面的短翼上。
它的設計借鑒了前兩年開發的Mil Mi-36，並在一年後被Mil Mi-42項目取代。儘管Mi-40的設計在1990年代短暫地複活，並完成了優化研究，但它還沒有達到原型階段。

## 流行文化

### 電子遊戲
- 2007年—《決勝時刻4：現代戰爭》（Call of Duty 4: Modern Warfare）：型号为米-28H，分别被俄罗斯親政府武装力量与俄罗斯极端民族主义党武装部队使用，装备2A42机关炮、9M120反坦克导弹与R-73空对空导弹。前者在剧情中用于为北约部队提供近距离空中支援，通讯代号“莫辛2-5”，并曾击落由极端民族主义党使用的一架米-24武装运输直升机；后者在剧情中用于在伊姆兰·扎卡耶夫于乌克兰切尔诺贝利进行核原料交易时进行空中巡逻，一架被时任英国陆军特种空勤团中尉的约翰·普莱斯使用M82A1反器材步枪击穿座舱杀死成员坠落，另一架被普莱斯上司麦克米兰上尉使用M21狙击步枪击中发动机坠毁。
- 2009年—《決勝時刻：現代戰爭2》（Call of Duty: Modern Warfare 2）：型号为米-28H，被受控于极端民族主义党的俄罗斯联邦武装力量陆军航空兵部队使用，装备2A42机关炮与9M120空对空导弹，在剧情模式与特别行动模式中对美国陆军游骑兵部队实施空中打击，可被FN SCAR-H自动步枪、M240步兵通用机枪、M14 EBR增强战斗步枪、M200 Intervention狙击步枪、M203榴弹发射器、FGM-148“标枪”单兵反坦克导弹与FIM-92“毒刺”便携式单兵防空导弹击落。其中一架该型机于机首安装活动式探照灯，在詹姆斯·拉米雷斯等人的坠机地点附近搜索时被核导弹引爆产生的电磁脉冲炸毁电磁设备而与其他几架同型机一同坠毁。
- 2011年—《決勝時刻：現代戰爭3》（Call of Duty: Modern Warfare 3）：型号为米-28H，被受控于极端民族主义党的俄罗斯联邦武装力量陆军航空兵部队使用，装备2A42机关炮与9M120空对空导弹，在剧情模式中协助同样受控于极端民族主义党的俄羅斯特種部隊对141特战队位于印度喜马恰尔-布拉代什邦的安全屋实施了袭击，但随后被无人地面作战车辆（UGV）使用M134迷你砲機槍与Mk 47榴弹发射器击落。
- 2012年——《战争雷霆》（War Thunder)：型号为米-28N“夜间猎人”，位于苏联和瑞典（金幣直升機，型號為米-28A）直升机科技树主线最下方，与卡莫夫设计局的卡-52“短吻鳄”处在同一等级，分房权重为目前游戏载具中的最高级11.3，可由玩家研发使用，在其上部从上到下分别为米-4AV、米-24A、米-24V、米-24P和米-35M，在游戏中米-28N武器挂载选项丰富，可挂载9M120与9M120M“冲锋”反坦克导弹，9M39“针”空对空导弹，S-13DF 122mm液体炸药火箭弹，S-8K 80mm火箭弹和23mm Gsh-23机炮，共有二十多种不同的组合方式，其特色是可以挂载8枚空对空导弹出击，在对空能力上位列榜首，玩家需要一步步研发配件以解锁更多的挂载方案。机首下方旋转炮塔内安装一具30mm 2A42机炮，射速可调节，有对地穿甲弹链和对空高爆弹链可供选择，备弹240发。机载锁定设备配备有高清热成像系统，有效锁定距离超过10km，但导弹攻击距离为6km。飞行员座舱周围有厚达44mm的防弹玻璃，在游戏中可以一定程度上承受20mm及以上口径高射炮的打击。米-28N是游戏中实力最强悍的武装攻击直升机之一，武器挂载数量和对地对空打击能力均名列前茅，但在索敌能力上略逊于配备搜索雷达的AH-64D“长弓阿帕奇”和卡-52“短吻鳄”，在AH-64系列和卡-52加入前，米-28N曾是综合性能最优秀的武装直升机，火力方面远超德法的EC-665“虎”式和義大利的A129“野馬”式。2021年10月28日游戏发布了“破土动工”版本更新公告，苏联直升机科技树新增Mi-28NM，与Mi-28N相比，新机型新增顶部雷达，武器挂载新增9M123“菊花”反坦克导弹与9M127“涡流”反坦克导弹，但由于2021年6月发布的“服务器更新 29.06.2021”更新公告，游戏将温压战斗部的S-13DF更换为高爆战斗部的S-13OF（原文节选“Mi-28N、Ka-52 — S-13DF 导弹已更改为S-13OF，А-IX-2 炸药重量等于 6.9 公斤。由于平衡原因导致弹药类型发生变化，导致打击装甲目标所需的 TNT 当量计算错误已得到纠正。”），并且Mi-28NM的发动机从Mi-28N的VK-2500P更换为VK-2500-II。
- 2013年—《決勝時刻：魅影》（Call of Duty: Ghosts）：改良版，在2027年被游戏中虚构的南美多国家联合成立的“联合会/南联邦”的武装力量所使用，机体经过隐形化改造，安装卡莫夫系列直升机的共轴反桨双旋翼、米-24直升机的运输舱与三垂直尾翼，机首装有光电探头与大口径加特林机炮，除座舱之外几乎看不出与原型机的关系。

## 相關連結
- AH-64阿帕契
- Ka-50攻擊直升機

## 外部連結
- aviation.ru
- Official history （俄文）
- Official technical data （俄文）
- Video at YouTube（页面存档备份，存于） from airshow（aerobatic figures）